# Motîjîn, Makariv
Motîjîn (în ucraineană Мотижин) este o comună în raionul Makariv, regiunea Kiev, Ucraina, formată numai din satul de reședință.

## Demografie
Componența lingvistică a comunei Motîjîn
     Ucraineană (97,52%)
     Rusă (2,23%)
     Alte limbi (0,08%)
Conform recensământului din 2001, majoritatea populației comunei Motîjîn era vorbitoare de ucraineană (97,52%), existând în minoritate și vorbitori de rusă (2,23%).

## Legături externe
- pl Motyżyn, miasteczko nad Buczą în Dicționarul geografic al Regatului Poloniei și al altor țări slave, volum VI (Malczyce — Netreba) 1885

- pl Motyżyn, wieś, powiat kijowski în Dicționarul geografic al Regatului Poloniei și al altor țări slave, volum XV, p. 2 (Januszpol — Wola Justowska)1902